# Zaporozsec (együttes)
A Zaporozsec vagy egyszerűen csak Zapo egy Fonogram díjas magyar pop/rock együttes. Tagjai: Varga Bence (ének, gitár), Balaton Gergely (gitár), Papp Dávid (basszusgitár) és Hoffmann Máté (dobok). 2004-ben alakultak meg Szentgotthárdon. 
Főként alternatív rockot és pop-rockot játszanak, de jelen vannak az art rock műfajban is. Pályafutásuk alatt 3 nagylemezt, 2 középlemezt és számos kislemezt jelentettek meg. Lemezkiadójuk a szombathelyi KO Records.

## Története
Az együttes 2004 nyarán Szentgotthárdon alakult osztálytársakból. Alapítói: Varga Bence (ének, gitár), Papp Dávid (basszusgitár) és Hoffmann Máté (dobok). A kezdetben trió felállású gyerekformáció első jelentősebb mérföldköve 2007 tavaszán jelentkezett, amikor megnyerték a szombathelyi Átjáró Tehetségkutató versenyt. Ugyanebben az évben elkészítették az első demó felvételüket, amely mind a szakma, mind a közönség szemében pozitív elismerésre tett szert. 2008 nyarán megnyerték Kultúrpart Dalverseny különdíját, melyen a Szeretnék című dalukkal vettek részt. Az együttes 2011-ben érte el a jelenlegi tagságát Balaton Gergely gitáros csatlakozásával. Első közös stúdiómunkájuk eredménye a 2012-es Buborék című kislemez, melynek címadó dalához forgatták az első videoklipet. A dalt hamarosan a rádiók is játszani kezdték. A zenekar számára a legnagyobb áttörést a 2014-es év jelentette, amikor az első középlemezük címadó tétele, a Mr. Gorsky című daluk egészen a Petőfi Rádió legtöbbet játszott 30-as zenei toplistájáig jutott. A lemez Emszercénégyzet című számához jelent meg harmadik klipjük 2014 augusztusában. 2015 júliusában megjelent az első nagylemez előzetesének szánt, Zuhanás című klipjük, majd novemberben a nagylemez Sok szerencsét Mr. Gorsky! címmel. Az album 12 dalt tartalmaz, amelyek között a Buborék-on és a Mr. Gorsky-n megjelent számok mellett szerepel Tom Odell Another Love című számának magyar változata, továbbá egy Weöres Sándor versmegzenésítés is. Ugyanebben az évben jelöltek a zenekart először Fonogram díjra Az év felfedezettje kategóriában. 2016-ban részt vettek a Petőfi Rádió által megrendezett budapesti Nagy-Szín-Pad „tehetségmutató” programsorozaton, melynek elődöntőjén május 4-én léptek fel. 2018. február 16-án megjelent a második nagylemezük Pixelek címmel. A lemezt közvetlenül a megjelenés után február 17-én mutatták be az Akvárium Klubban. 2019-ben a zenekar újabb Fonogram jelölést kapott, ezuttal Az év hazai alternatív vagy indie-rock albuma vagy hangfelvétele kategóriában a második nagylemezükért. Közel négy év szünet után, 2022. június 28-án jelent meg a 11 számot tartalmazó Összeér stúdióalbum. A lemezen közreműködik a No Sugar és Palya Bea, előbbi a címadó dalban. 2024-ben megnyerték az év hazai klasszikus pop-rock albumáért járó Fonogram díjat a 2023-as L'amour Toujours című számukkal, amely a közönség által beküldött szavakból íródott.

## Tagok
- Varga Bence – ének, gitár
- Balaton Gergely – gitár
- Papp Dávid – basszusgitár
- Hoffmann Máté – dobok

## Diszkográfia

### Albumok
| Év   | Cím                        | Típus       | Kiadó      |
| ---- | -------------------------- | ----------- | ---------- |
| 2014 | Mr. Gorsky                 | EP          | KO Records |
| 2015 | Sok szerencsét Mr. Gorsky! | stúdióalbum | KO Records |
| 2018 | Pixelek                    | stúdióalbum | KO Records |
| 2018 | Nincs tovább               | EP          | KO Records |
| 2022 | Összeér                    | stúdióalbum | KO Records |

### Kislemezek és promóciós kislemezek
| Év   | Dal                                      | Album                      |
| ---- | ---------------------------------------- | -------------------------- |
| 2012 | Buborék                                  | Sok szerencsét Mr. Gorsky! |
| 2017 | Kicsit még                               | Pixelek                    |
| 2018 | Movie Star                               | Pixelek                    |
| 2019 | Te vagy egyedül                          | Összeér                    |
| 2019 | Találj rám                               | Összeér                    |
| 2020 | Csak semmiség                            | Összeér                    |
| 2020 | Egyszeregy                               | Összeér                    |
| 2020 | Nyomodban (közreműködik Palya Bea)       | Összeér                    |
| 2021 | Összeér (közreműködik a No Sugar)        | Összeér                    |
| 2023 | Könnyebb a semminél                      | –                          |
| 2023 | L'amour Toujours                         | –                          |
| 2023 | Rákkendroll                              | –                          |
| 2023 | Veled vagy nélküled                      | –                          |
| 2024 | Ábel dala (közreműködik Raul)            | –                          |
| 2024 | Két Part Közt (közreműködik Pajor Tamás) | –                          |
| 2025 | Most jön a legjobb rész                  | –                          |
| 2025 | Többé nem                                | –                          |

### Videoklipek
| #  | Év   | Dal                                                  | Stúdióalbum                | Rendező              |
| -- | ---- | ---------------------------------------------------- | -------------------------- | -------------------- |
| 1  | 2012 | Buborék                                              | Buborék (single)           | ?                    |
| 2  | 2014 | Mr. Gorsky                                           | Mr. Gorsky (EP)            | ?                    |
| 3  | 2014 | Emszercénégyzet                                      | Mr. Gorsky (EP)            | ?                    |
| 4  | 2015 | Menjünk a Marsra                                     | Mr. Gorsky (EP)            | ?                    |
| 5  | 2015 | Zuhanás                                              | Mr. Gorsky (EP)            | ?                    |
| 6  | 2016 | Azon az éjszakán                                     | Sok szerencsét Mr. Gorsky! | ?                    |
| 7  | 2016 | Ne dobj el                                           | Sok szerencsét Mr. Gorsky! | ?                    |
| 8  | 2016 | Valse triste                                         | Sok szerencsét Mr. Gorsky! | ?                    |
| 9  | 2017 | Kicsit még                                           | Pixelek                    | Galler András Indián |
| 10 | 2017 | Kicsit még (Radio version) (közreműködik Lotfi Begi) | Pixelek                    | Galler András Indián |
| 11 | 2018 | Pixelek                                              | Pixelek                    | ?                    |
| 12 | 2018 | Nincs tovább                                         | Pixelek                    | ?                    |
| 13 | 2018 | Movie Star                                           | Pixelek                    | ?                    |
| 14 | 2019 | Te vagy egyedül                                      | Összeér                    | ?                    |
| 15 | 2019 | Egyszeregy                                           | Összeér                    | ?                    |
| 16 | 2020 | Nyomodban (közreműködik Palya Bea)                   | Összeér                    | Riba Márió           |
| 17 | 2021 | Összeér (közreműködik a No Sugar)                    | Összeér                    | Riba Márió           |
| 18 | 2022 | Látomás                                              | Összeér                    | Tóth Gergely         |
| 19 | 2023 | Rákkendroll                                          | –                          | Mayer Zoltán         |
| 20 | 2023 | Veled vagy nélküled                                  | –                          | ?                    |
| 21 | 2025 | Most jön a legjobb rész                              | –                          | Hőna Dávid           |
| 22 | 2025 | Többé nem                                            | –                          | Hőna Dávid           |

## Díjak és elismerések
- Átjáró – Öröm a Zene tehetségkutató – I. hely (2007)
- Kultúrpart Dalverseny – különdíj (2008) ― Szeretnék
- Fonogram díj az év hazai klasszikus pop-rock albumáért (2024) ― L'amour Toujours